# Walding
Walding je městys v rakouské spolkové zemi Horní Rakousy, v okrese Urfahr-okolí.
K 1. lednu 2015 zde žilo 4 017 obyvatel.